# 봉래초등학교 문산분교
봉래초등학교 문산분교는 대한민국 강원특별자치도 영월군 영월읍 문산리 483-1에 있었던 공립 초등학교이다.

## 학교 연혁
- 1958.04.01. 거운초등학교 문산분실로 개교
- 1964.03.01. 거운국민학 문산분교장으로 승격
- 1992.03.01. 봉래국민학교 문산분교장으로 인가
- 1996.03.01. 봉래초등학교 문산분교장으로 교명 변경
- 2014.03.01. 폐교